# Вир (Тексас)
Вир (енгл. Weir) град је у америчкој савезној држави Тексас. По попису становништва из 2010. у њему је живело 450 становника.

## Демографија
Према попису становништва из 2010. у граду је живело 450 становника, што је 141 (23,9%) становника мање него 2000. године.
| Група             | 2000.       | 2010.       |
| Белци             | 479 (81,0%) | 304 (67,6%) |
| Афроамериканци    | 6 (1,0%)    | 2 (0,4%)    |
| Азијати           | 0 (0,0%)    | 2 (0,4%)    |
| Хиспаноамериканци | 100 (16,9%) | 140 (31,1%) |
| Укупно            | 591         | 450         |